# 默倫湖
52°26′12″N 13°51′16″E / 52.43667°N 13.85444°E

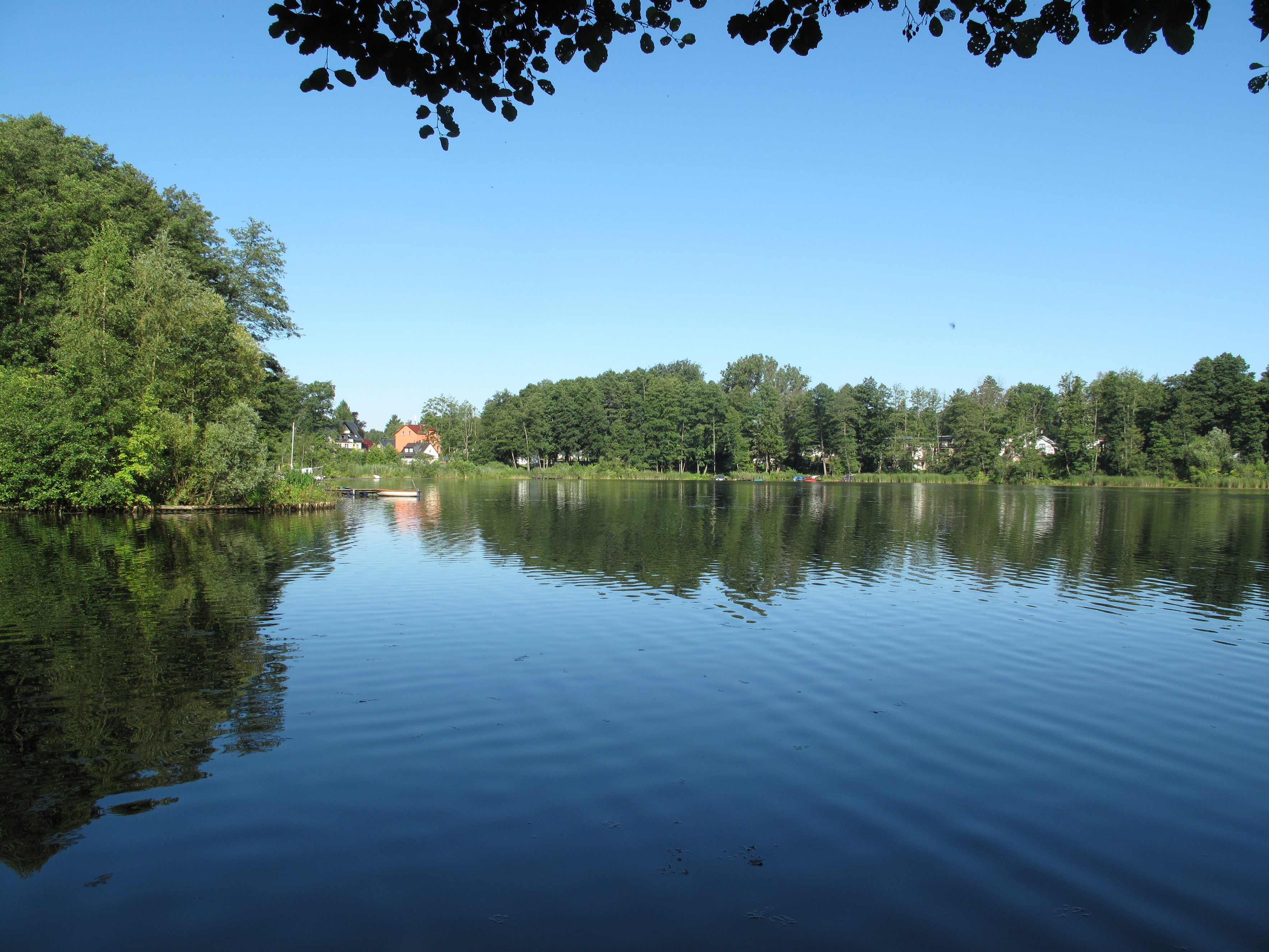

默倫湖（德語：Möllensee），是德國的湖泊，位於該國西南部，由勃蘭登堡州負責管轄，處於奧得-施普雷縣，長1.7公里、寬0.6公里，面積0.62平方公里，海拔高度32米，平均水深2.6米，最大水深7米，水體容量161萬立方米。